# Bridgette Wilson
Bridgette Wilson, född 25 september 1973 i Gold Beach, Oregon, är en amerikansk skådespelare. Hon är även känd som Bridgette Wilson Sampras då hon tagit sin makes, tennisspelaren Pete Sampras, efternamn.

## Filmografi i urval
- 2005 – Shopgirl
- 2002 – Buying the Cow
- 2001 – Just Visiting
- 2001 – Bröllopsfixaren
- 1999 – Ondskans hus
- 1997 – Jag vet vad du gjorde förra sommaren
- 1995 – Mortal Kombat
- 1995 – Billy Madison
- 1993 – Den siste actionhjälten